# Бель (Седлецький повіт)
Бель (пол. Biel) — село в Польщі, у гміні Седльці Седлецького повіту Мазовецького воєводства.
Населення — 48 осіб (2011).
У 1975-1998 роках село належало до Седлецького воєводства.

## Демографія
Демографічна структура станом на 31 березня 2011 року:
|          | Загалом | Допрацездатний вік | Працездатний вік | Постпрацездатний вік |
| -------- | ------- | ------------------ | ---------------- | -------------------- |
| Чоловіки | 22      | 1                  | 19               | 2                    |
| Жінки    | 26      | 4                  | 15               | 7                    |
| Разом    | 48      | 5                  | 34               | 9                    |